# Бомонт, Уэнтворт, 2-й виконт Аллендейл
Уэнтворт Генри Каннинг Бомонт, 2-й виконт Аллендейл (англ. Wentworth Henry Canning Beaumont, 2nd Viscount Allendale; 6 августа 1890 — 16 декабря 1956) — британский пэр, лорд-лейтенант Нортумберленда и капитан армии.

## Происхождение и образование
Родился 6 августа 1890 года. Старший сын Уэнтворта Бомонта, 1-го виконта Аллендейла (1860—1923), и его жены леди Александрины Луизы Мод Вейн-Темпест (1863—1945), дочери Джорджа Вейн-Темпеста, 5-го маркиза Лондондерри, и Мэри Корнелии Эдвардс.
Он получил образование в Итонском колледже и окончил Тринити-колледж в Кембридже в 1912 году, получив степень бакалавра искусств.

## Военная служба
В 1912 году Уэнтворт Бомонт был призван в Территориальные войска, а в 1913 году переведен во 2-й лейб-гвардейский полк. Он воевал в Первой мировой войне, служа в гвардейском пулеметном полку, и дослужился до звания капитана в 1915 году. С 1918 по 1919 год он был исполняющим обязанности майора, командуя ротой.

## Политическая карьера
Уэнтворт Бомонт стал преемником своего отца на посту виконта в 1923 году, был лордом в ожидании с 1931 по 1932 год в правительстве премьер-министра Рамсея Макдональда. С 1949 по 1956 год он служил лордом-лейтенантом Нортумберленда. В 1951 году он был удостоен почетной докторской степени гражданского права от Даремского университета.
Командор Ордена Британской империи (1943), кавалер Ордена Бани (1948), кавалер Ордена Подвязки (1951), а также занимал должности мирового судьи и заместителя лейтенанта графства Нортумберленд.

## Брак и дети
20 июля 1921 года в Сент-Мартин-ин-зе-Филдс лорд Аллендейл женился на Вайолет Люси Эмили Сили (13 января 1897 — 6 мая 1979), дочери сэра Чарльза Сили, 2-го баронета, от которой у него было шестеро детей:
- Уэнтворт Хьюберт Чарльз Бомонт, 3-й виконт Аллендейл (12 сентября 1922 — 27 декабря 2002)[1], старший сын и преемник отца.
- Достопочтенная Эла Хильда Элин Бомонт (27 мая 1925 — 18 февраля 2002), в 1945 году она вышла замуж за Чарльза Говарда, 12-го графа Карлайла.
- Достопочтенный Ричард Блэкетт Бомонт (13 августа 1926 — 8 января 2010)[1], в 1971 году женился на Лавинии Мэри Кеппел, дочери подполковника Арнольда Рэмси Кеппела.
- Достопочтенный сэр Эдвард Николас Каннинг Бомонт (14 декабря 1929 — 22 июня 2011)[1], в 1953 году он женился на Джейн Кэролайн Фалконер Уоллес, от брака с которой у него было два сына.
- Достопочтенный Мэтью Генри Бомонт (10 апреля 1933 — 16 декабря 2017)[1], в 1959 году он женился первым браком на Энн Кристин Маргарет Гамильто, от брака с которой у него было двое детей. В 1972 году они развелись. В 1973 году он женился вторым браком на Белинде Джейн Элизабет Катберт.
- Достопочтенный Джордж Эндрю Бомонт (21 июня 1938 — 3 января 1960)[1], погиб в авиакатастрофе.